# IC 2411
IC 2411 (auch NGC 2667B) ist eine Galaxie im Sternbild Krebs auf der Ekliptik. Sie ist schätzungsweise 190 Millionen Lichtjahre von der Milchstraße entfernt und hat einen Durchmesser von etwa 45.000 Lj.

Im selben Himmelsareal befinden sich u. a. die Galaxien NGC 2667, NGC 2672, NGC 2673, IC 2410.
Entdeckt wurde das Objekt am 13. Januar 1901 von Max Wolf.